# أرماندو تيستا
أرماندو تيستا (بالإيطالية: Armando Testa)‏
أرماندو تيستا (تورينو، ولد في 23 مارس 1917 م—تورينو، توفي في 20 مارس 1992 م)
كان مصمما دعائيا، مشخصاتيا، ورساما إيطاليا.
أرماندو تيستا كان رساما مشهورا، كاريكاتيريا، ومصمم جرافيك ونصوص في مجال الدعاية.
جعل من المنيماليزم في الرسمة الجرافيكية والمباشرة في التاجلين أسلحتة الغالبة. وكالة الدعاية التي أنشأها ما زالت لليوم من الأوائل من حيث الدخل والأعمال النشطة في إيطاليا. انظر أرماندو تيستا.
تيستا أُطلق في مشواره الفني من الرسام التجريدي Ezio D'Errico،
الذي عرفه أثناء التحاقة بمدرسة الطباعة Vigliardi-Paravia.
وعلى وجه الخصوص كان دي إنريكو نفسه هو من قربه للفن المعاصر.
نشاطه الغير منقطع أحيانا لم يهمل الجانب الاجتماعي، الذي واصله بحملات دعائية لـ
Amnesty International والصليب الأحمر الدولي.
من بين الشخصيات العديدة التي هو صنعها في مشواره الفني الطويل، والجديرة بذكر خاص
المشهور Caballero misterioso،
pistolero messicano، وCarmencita حبيبته،
أبطال البرنامج الشهير Carosello televisivo، وكانت الدعاية لماركة قهوة تورنية
Lavazza في رواج السبعنيات.
إعلانات أخرى مرتبطة باسم تيستا - غالبا لشركات من مدينته، تورينو - كانت تلك التي للـ
digestivo Antonetto، بيرا Peroni، تلفزيونات Philco، قبعات
Borsalino، ملابس Facis، زيت Sasso، Punt e Mes، la Pirelli
، واللحمة المعلبة Simmenthal.
تورينو، مسقط رأس تيستا، كرَّست للفنان في عام 2001، في قلعة ريفولي، معرض تذكاري
بعنوان Less is more، تكريما له ولأسلوبه المينياليزم.
في العرض السادس والستين من Mostra del Cinema di Venezia، في سيتمبر 2009، عُرض خارج المنافسة عرضا وثائقيا لسيرته الذاتية لمدة 50 دقيقة بعنوان «أرماندو تيستا - فقير لكن عصري» من إخراج Pappi Corsicato.